# 화염병

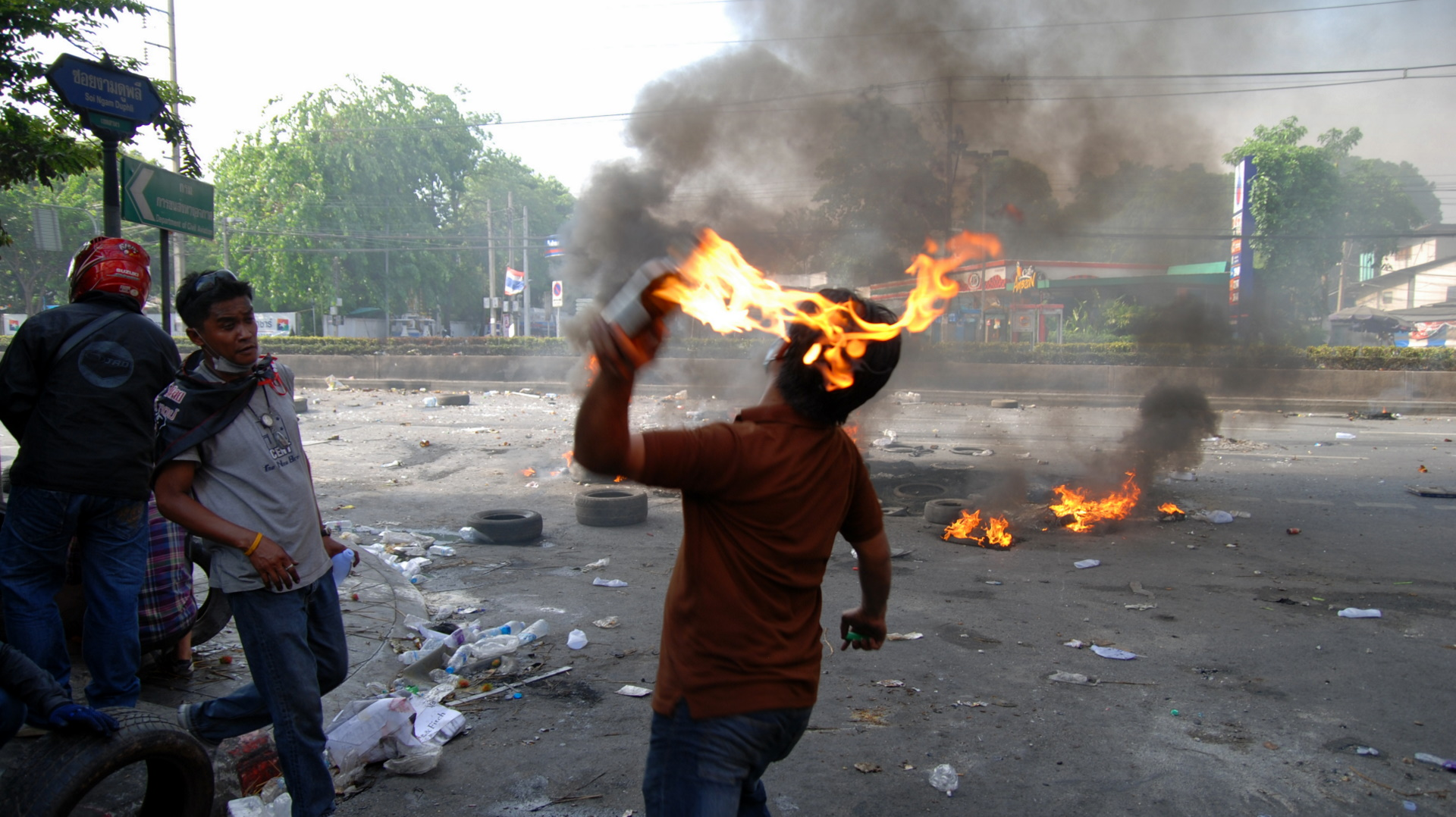

화염병(火焰甁)은 임시변통으로 만든 인화성 무기이다. 대전차 무기로 처음 등장하였고, 만들기가 쉬워 각종 시위,태러에 자주 이용된다. 겨울 전쟁 중에 핀란드 군은 소비에트 연방의 외무부 장관 뱌체슬라프 몰로토프의 이름을 따서 화염병을 몰로토프 칵테일(Molotov cocktail)이라고 불렀고, 이것이 화염병의 별칭이 됐다.

## 원리
화염병은 병입구에 헝겊을 두른 유리병에 휘발유를 넣은 것이다. 사용시에는 화염병 심지에 불을 붙인 후, 차량이나 요새 등 목표물에 화염병을 던지게 된다. 화염병이 목표물에 부딪혀 깨지면 휘발유 방울 구름이 발생하고, 여기에 불이 붙는다. 남은 연료에 의해 불이 더 거세진다. 휘발유 대신 메탄올 같은 가연성 액체를 연료로 이용할 수 있다. 타르, 설탕, 동물의 피, 달걀 흰자, 엔진 오일, 고무풀, 세제, 시너, 알코올 도수가 높은 술 등을 연료에 섞는 방법으로 폭발시 매연을 발생시키고, 목표물에 연료가 잘 달라붙게 할 수 있다.

## 적법성
여러 지역에서 화염병을 제조하는 것은 불법으로 규정하고 있다. 화염병을 사용해서 일어난 화재는 보통 방화 혐의로 간주된다. 과거 시위에 화염병이 사용되어 무력충돌이 자주 발생하기도 했다. 미국 주류·담배·화기 단속국은 화염병을 "파괴 장비(Destructive device)"로 보고 규제하고 있다.

## 같이 보기
- TM 31-210 임시 군수품 안내서